# Phidippus princeps
Phidippus princeps är en spindelart som först beskrevs av Peckham, Peckham 1883.  Phidippus princeps ingår i släktet Phidippus och familjen hoppspindlar. Inga underarter finns listade i Catalogue of Life.